# Trichlorek antymonu
Trichlorek antymonu, SbCl
3 – nieorganiczny związek chemiczny, sól kwasu solnego i antymonu. W warunkach standardowych jest miękką substancją o ostrym zapachu. W obecności wody ulega hydrolizie do chlorku antymonylu i kwasu solnego:
SbCl
3 + H
2O → SbOCl + 2HCl

## Otrzymywanie
Trichlorek antymonu otrzymuje się działając kwasem solnym na trisiarczek antymonu:
Sb
2S
3 + 6HCl → 2SbCl
3 + 3H
2S

## Zastosowanie
Trichlorek antymonu jest wykorzystywany jako odczynnik przy wykrywaniu karotenoidów (w tym witaminy A) oraz jako katalizator w syntezie związków organicznych.